# Жани ди Плеси
Жани ди Плеси (афр. Jannie du Plessis, 16. новембар 1982) професионални је рагбиста и јужноафрички репрезентативац, који тренутно игра за Монпеље (рагби јунион). Висок 188 цм, тежак 121 кг, пре Монпељеа играо је за екипе Шаркса и Читаса. За "спрингбоксе" је до сада одиграо 69 мечева и постигао 1 есеј. Његов брат Бизмарк ди Плеси је такође познати рагбиста.